# Productor delegat
El productor delegat és el responsable jurídic i financer d'una pel·lícula, sobretot davant dels altres inversors, als quals representa en totes les gestions i tràmits que calgui fer amb les autoritats i institucions públiques amb relació a l'obra. És un ofici específic de les produccions d'obres cinematogràfiques.
És el mateix paper que l'executive producer anglosaxó. Sovint és traduït equivocadament per productor executiu, però el productor executiu no té les mateixes responsabilitats i sol ser un dels empleats del productor delegat .
El productor delegat és sovint a la inici del projecte i, en televisió, el qui permet que un projecte tingui difusió.
És delegat pels altres coproductors (canals de televisió, societats de producció...). Organitza l'agenda i els pressupostos que és també encarregat de fer respectar. Les relacions entre coproductors són definides per contractes repartint els riscs i els drets de cadascun d'ells.